# 17746 Haigha
17746 Haigha (1998 BU41) là một tiểu hành tinh vành đai chính được phát hiện ngày 30 tháng 1 năm 1998 bởi T. Kagawa và T. Urata ở Gekko Observatory.